# Lifting the Ban of Coventry
Lifting the Ban of Coventry è un cortometraggio muto del 1915 diretto da Wilfred North (Wilfrid North).

## Produzione
Il film fu prodotto dalla Vitagraph Company of America (come Broadway Star Feature).

## Distribuzione
Distribuito dalla General Film Company, il film - un cortometraggio in tre bobine - uscì nelle sale cinematografiche statunitensi il 27 marzo 1915 dopo essere stato presentato in prima al Vitagraph Theatre di New York.